# カーラン・グラント
カーラン・グラント（Karlan Laughton Ahearne-Grant、1997年9月18日 - ）は、イングランド・グリニッジ出身のサッカー選手。ウェスト・ブロムウィッチ・アルビオンFC所属。ポジションはフォワード。

## 経歴
チャールトン・アスレティックFCのユース出身。17歳、高校生の頃にはトップチームに加わるようになる。2014年9月23日、クラブと3年契約を結んだ。翌年9月26日のカーディフ・シティFC戦でリーグ初ゴールを記録したが、チームは1-2で敗北した。
2018年1月30日、クローリー・タウンFCへシーズン終了までレンタルすることが発表された。
2019年1月30日、冬の大型補強の一環として、ハダースフィールド・タウンFCへと移籍した。契約期間は2022年の夏までで、移籍金はおよそ2.5億円とみられる。3日後の0-5と大敗したプレミアリーグ・チェルシー戦でリーグデビュー。2月9日のアーセナル戦で移籍後初得点を挙げたが、1-2でチームは敗れている。
2020年10月15日、ウェスト・ブロムウィッチ・アルビオンFCと2026年までの契約を締結した。

## 人物
2018年の夏にバカンスで訪れていたイビザ島でチームメイト数人で19歳の女性に暴行したとして警察に逮捕された。